# 프로페셔널 스포츠

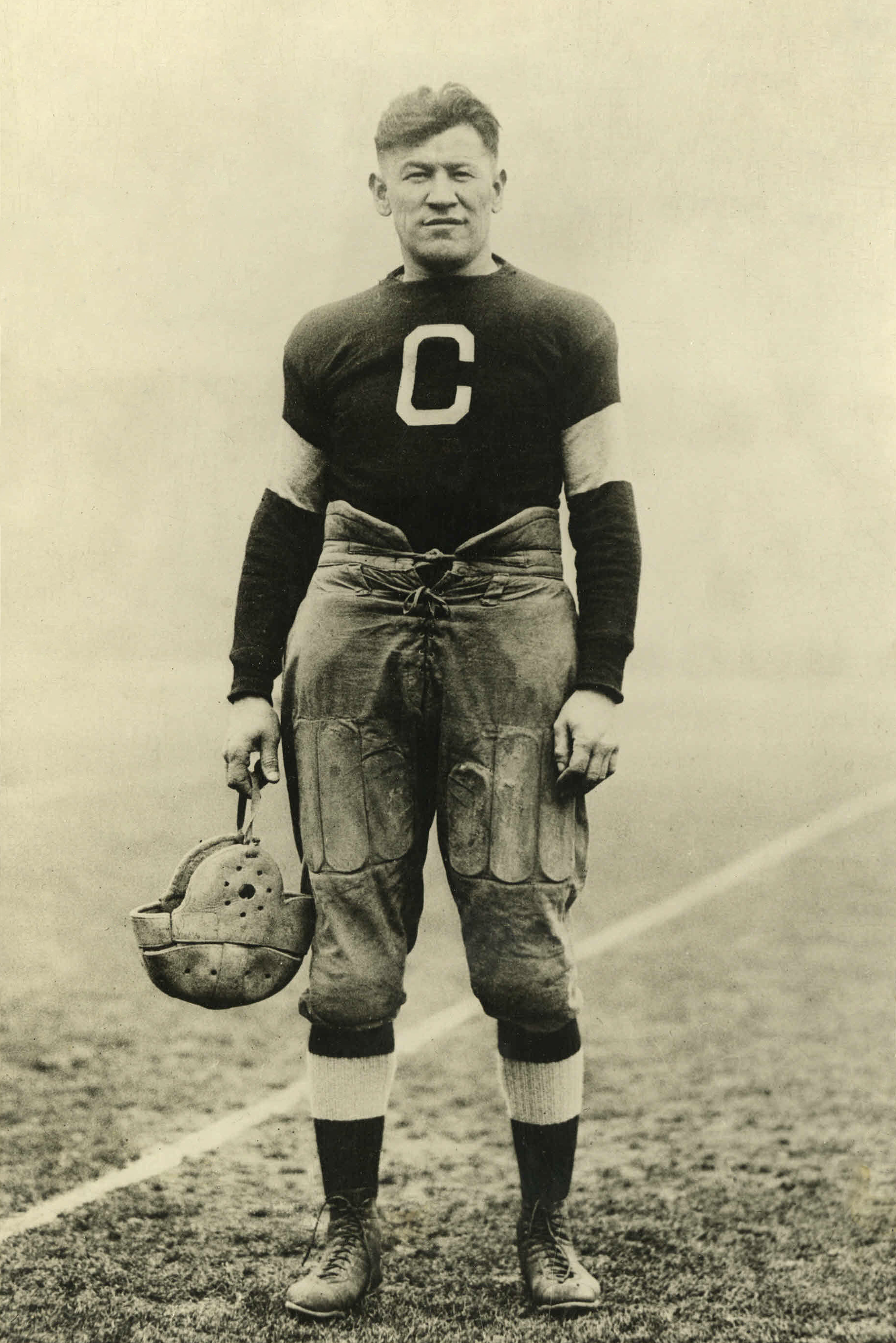

프로페셔널 스포츠(professional sports)는 아마추어 스포츠와 달리, 해당 종목의 운동선수가 운동경기를 하여 돈을 벌고, 해당 스폰서나 스포츠 구단은 소속 운동선수의 운동경기로 얻어지는 수익으로 영리를 얻는 등 상업적인 목적으로 하는 스포츠이다. 약어로 프로 스포츠(pro sports)라고도 한다. 흥행률이 높아 경기장이나 체육관의 입장료 수익 및 방송으로의 수익이 높은 인기종목들이 대상이 된다. 개인 경기로는 권투, 프로레슬링 등 일부 격투 경기가 주종을 이루며 골프, 피겨 스케이팅도 있다. 단체 경기로는 축구, 야구, 농구 등 일부 구기가 주종을 이루며 아이스하키 등도 있다. 투우와 같이 스페인 등 일부 나라에서만 프로페셔널 스포츠인 종목도 있다.

## 같이 보기
- 세미 프로페셔널 스포츠
- 아마추어 스포츠